# Hopârta (gmina)
Hopârta – gmina w Rumunii, w okręgu Alba. Obejmuje miejscowości Hopârta, Silivaș, Șpălnaca, Turdaș i Vama Seacă. W 2011 roku liczyła 1152 mieszkańców. 